# Titu Maiorescu
Titus Liviu Maiorescu (n. 15 februarie 1840, Craiova, Țara Românească – d. 18 iunie 1917, București, România) a fost un academician, avocat, critic literar, eseist, estet, filosof, pedagog, politician și scriitor român, mason, cel de-al 23-lea  prim-ministru al României între 1912 și 1914, ministru de interne, membru fondator al Academiei Române, personalitate remarcabilă a României sfârșitului secolului al XIX-lea și începutului secolului XX. Maiorescu este autorul celebrei teorii sociologice a formelor fără fond, baza junimismului politic și „piatra de fundament” pe care s-au construit operele lui Mihai Eminescu, Ion Creangă, Ion Luca Caragiale și Ioan Slavici.

## Biografie

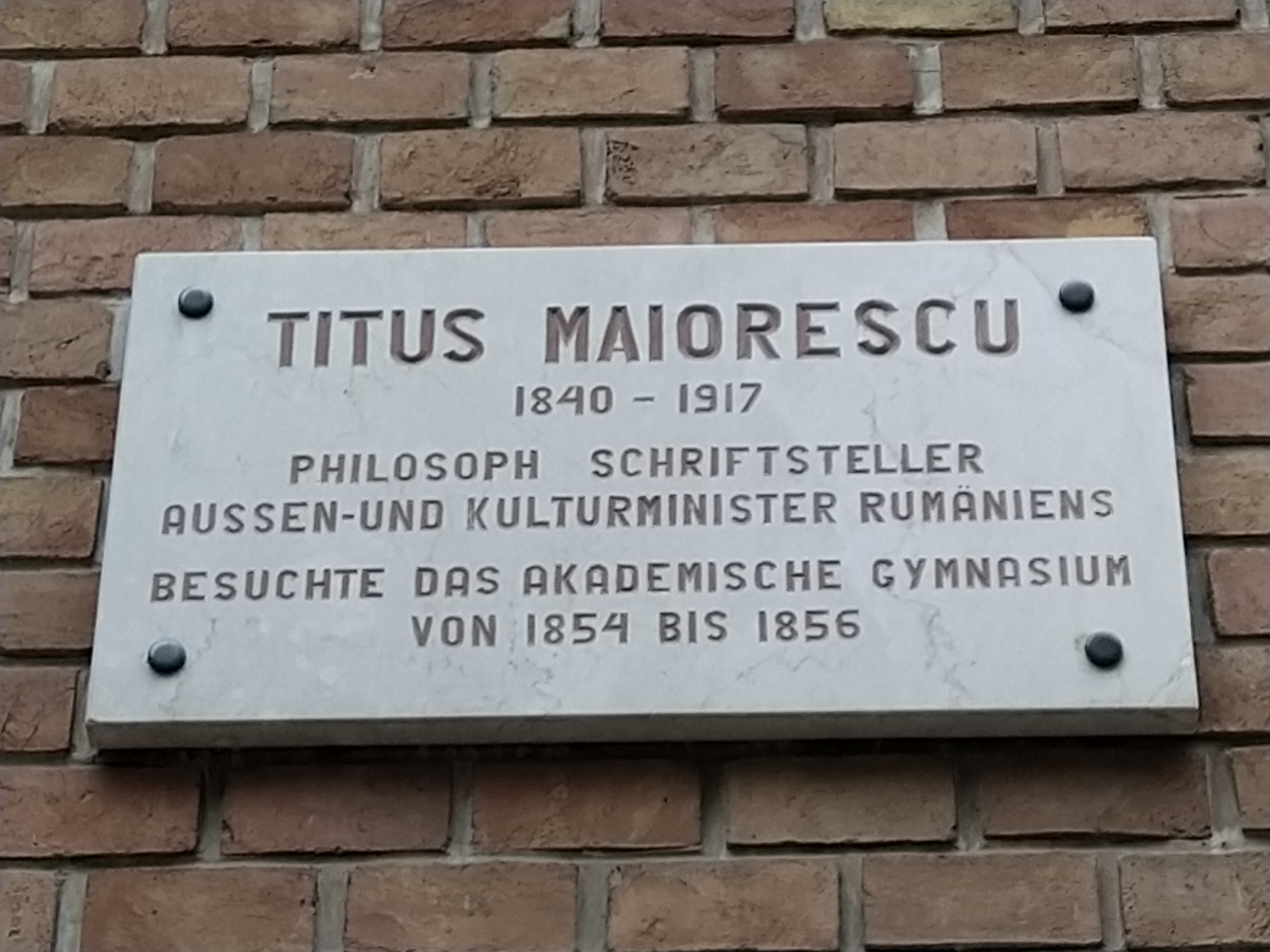
Placă memorială, Akademisches Gymnasium din Viena

Titus Liviu Maiorescu s-a născut la Craiova, pe 15 februarie 1840. Mama lui Titu Maiorescu, născută Maria Popazu, este sora episcopului cărturar al Caransebeșului, Ioan Popazu. Familia Popazu se trăgea din Vălenii de Munte și, se pare, că ar fi fost de origine aromână. Tatăl său, Ioan Maiorescu, fiu de țăran transilvănean din Bucerdea Grânoasă, se numea de fapt Trifu, dar își luase numele de Maiorescu pentru a sublinia respectul (poate și o presupusă înrudire) cu protopopul greco-catolic al Reghinului, Petru Maior. Teolog greco-catolic prin formație (cu studii la Blaj, Pesta, Viena), Ioan Maiorescu s-a dovedit a fi un gânditor cu largi orizonturi. Profesor la Cernăuți, Craiova, Iași, București, el rămâne o figură luminoasă a epocii de formare a învățământului românesc modern. Ioan Maiorescu a fost inspector al școlilor din Oltenia, profesor la Școala Centrală din Craiova. În acest timp familia lui, constând din soția Maria, născută Popazu, și cei doi copii, Emilia și Titu, a călătorit la București, Brașov, Sibiu și Blaj, rămânând mai mult timp la Brașov, unde viitorul critic literar urmează clasa întâi a gimnaziului românesc de acolo. Stabilit la Viena, Ioan Maiorescu scrie în ziarele austriece articole despre români și redactează mai multe memorii în legătură cu problema românească. Revenit în țară după Unirea Principatelor din 1859, a îndeplinit funcțiile de președinte al Obșteștii Epitropii, de director al Comisiei Centrale a Principatelor Unite, profesor la Colegiul „Sfântul Sava”, director al Eforiei Instrucțiunii Publice și profesor la Școala Superioară de Litere din București.

### Copilăria
Între 1846 și 1848 Titu Maiorescu este elev al școlii primare din Craiova. În zilele revoluției, Ioan Maiorescu plecând în misiune la Frankfurt pe Main, Maria Maiorescu cu copiii pribegește la București, Brașov, Sibiu. Prin decembrie 1848, sub protecția lui Avram Iancu, familia lui Ioan Maiorescu ajunge la Blaj. Din nou la Brașov, Titu Maiorescu continuă cursul primar (1848/1849 și 1849/1850) la școala protodiaconului Iosif Barac unde urmează primele două clase elementare.
Între 1850-1851 – absolvind școala primară, Titu Maiorescu a fost înscris la Gimnaziul românesc din Șcheii Brașovului, gimnaziu înființat în 1850 prin strădania unchiului său, Ioan Popazu, pe atunci paroh al Bisericii Sf. Nicolae din Șchei, apoi protopop ortodox al Brașovului și ulterior episcop de Caransebeș. A absolvit clasa întâi la Gimnaziul românesc greco-ortodox din Brașov. În casa protopopului Popazu îl întâlnește pe Anton Pann, care îi va lăsa o impresie de neșters.

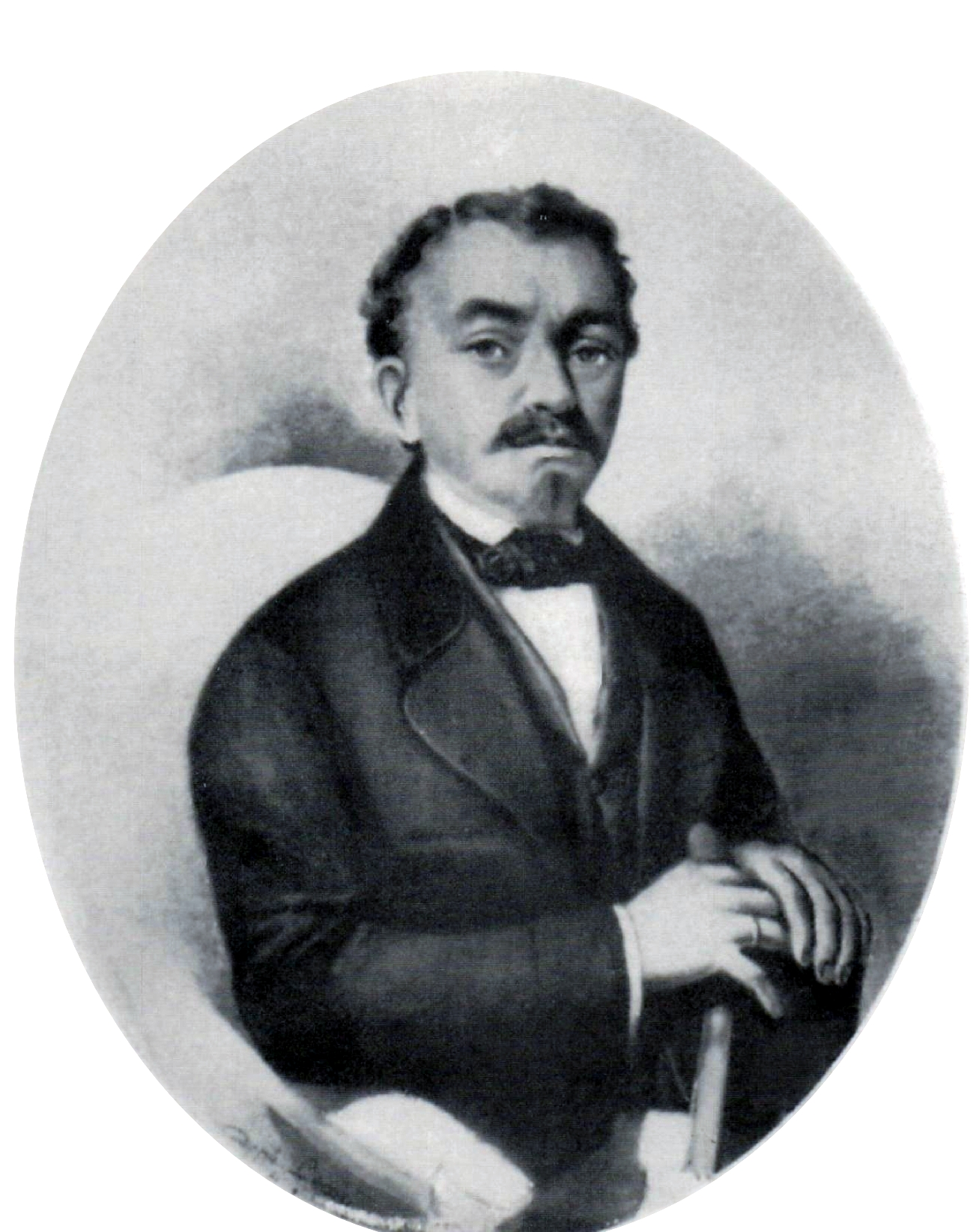
Ioan Triffu - de Constantin Lecca
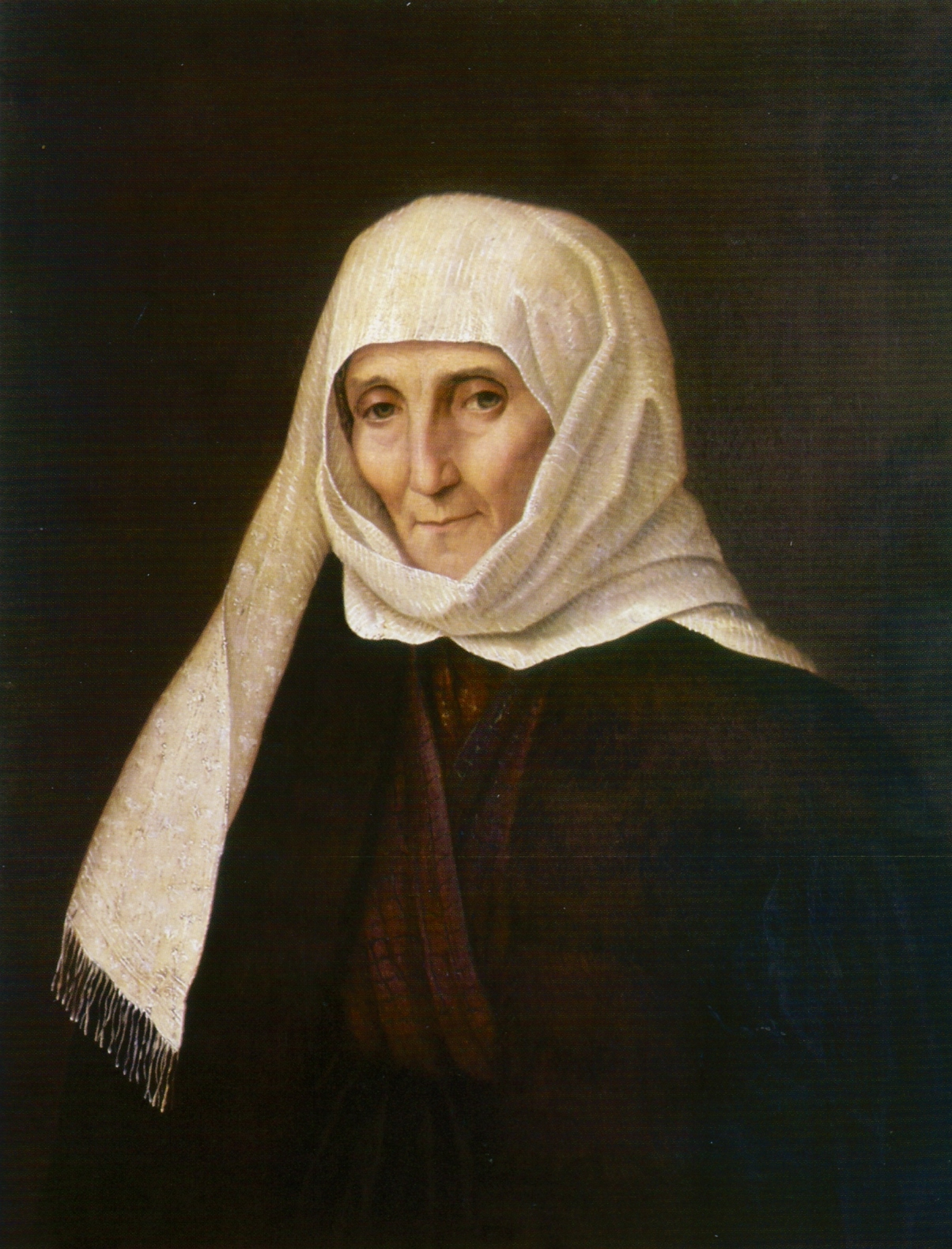
Maria Triffu - de Constantin Lecca

### La Academia Tereziană
În septembrie 1851 familia Ioan Maiorescu se stabilește la Viena, unde tatăl ajunge salariat al Ministerului de Justiție. În octombrie Titu Maiorescu este înscris în clasa I la Gimnaziul Academic, anexă pentru externi a Academiei Tereziene. Peste o lună i se echivalează anul de gimnaziu de la Brașov și este trecut în clasa a II-a. Între 1851-1856 frecventează clasele II-VI ale Gimnaziului Academic.
În timpul șederii familiei sale la Viena, Titu Maiorescu urmează în continuare cursurile Academiei Tereziene. În această perioadă începe redactarea Însemnărilor zilnice (ținute până în iulie 1917, în 42 de caiete aflate astăzi în fondul de manuscrise al Bibliotecii Academiei Române și la Biblioteca Centrală de Stat din București), pe care le va continua până la sfârșitul vieții, ce constituie o prețioasă sursă de cunoaștere a omului Titu Maiorescu. Însemnările ni-l prezintă încă din adolescență ca pe un caracter puternic, ambițios și iubitor de ordine, pasionat de cultură, un român dornic să se afirme prin capacitățile sale intelectuale în fața colegilor austrieci care, provenind adesea din familii aristocratice, îl priveau cu o anumită superioritate. Succesul pe care îl obține în 1858 absolvind ca șef de promoție Academia Tereziană reprezintă o încununare a eforturilor sale și a voinței de care dăduse dovadă.

### Studiile universitare
Graba pe care o manifestă în obținerea diplomelor universitare (după numai un an de studii la Berlin, obține doctoratul „magna cum laude“ la Universitatea din Giessen, iar după un an, licența în litere și filosofie la Universitatea Sorbona din Paris unde, după încă un an de studii universitare își ia și licența în drept) nu afectează seriozitatea pregătirii sale academice, bazele culturii extrem de solide a lui Maiorescu fundamentându-se acum.
Trimite o lucrare, la 3 ianuarie 1857, semnată sub numele de Aureliu, la Gazeta de Transilvania, cu intenția de a servi ca prezentare a unor traduceri ale sale din romancierul german Jean Paul, pe care le trimite apoi revistei. În numărul următor intenționa să publice traducerea unei povestiri de Jean Paul, intitulată "Noapte de Anul Nou". Deși traducerea nu a fost publicată la acea dată, scrisoarea editată de Aurel A. Mureșianu în Gazeta cărților, nr. 1, 1934 este considerată totuși „cea dintâi încercare publicistică“ a lui Titu Maiorescu, titlu sub care a și fost retipărită. În 1858, pe lângă studiile sale universitare de la Berlin, Titu Maiorescu predă psihologia la diferite pensioane particulare, precum și limba franceza în casa consilierului de justiție Georg Bernhard Alexander Kremnitz. Preparator pentru limba franceză în familia Kremnitz, Maiorescu dă lecții celor patru copii ai familiei: Klara (viitoarea sa soție), Helene, Wilhelm (viitorul dr. W. Kremnitz, soțul lui Mite Kremnitz, n. Bardeleben) și Hermann. Titu Maiorescu își trece doctoratul în filosofie la Universitatea din Giessen, cu magna cum laude. Universitatea din Giessen îi considerase, în vederea doctoratului, ultimii doi ani de la Theresianum drept studii universitare. Întors în țară, publică articolul „Măsura înălțimii prin barometru” în revista Isis sau natura.

### Doctorat
În decembrie 1860 își ia licența în litere și filosofie la universitatea Sorbona prin echivalarea doctoratului de la Gießen. În anul următor îi apare la Berlin lucrarea de filozofie Einiges Philosophisches in gemeinfasslicher Form („Considerații filozofice pe înțelesul tuturor”), vădit sub influența ideilor lui Herbart și Ludwig Feuerbach. 
La 17 decembrie, în urma consultării lucrării Einiges Philosophisches in gemeinfasslicher Form și după „o apărare verbală făcută înaintea facultății în mod brillant a opiniunilor originale“, Sorbona îi „concese titlul de licencé ès lettres“. În continuare Titu Maiorescu își va pregăti doctoratul cu teza: „La relation. Essai d’un nouveau fondement de la philosophie”, până la sfârșitul lui 1861, când va părăsi Franța.

### Cariera universitară

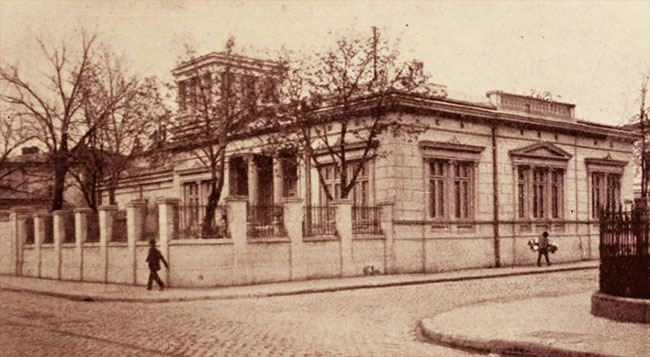
Casa neoclasică în care Titu Maiorescu a locuit în București, la intersecția Străzii Arthur Verona (fosta Stradă Mercur) cu Strada Nicolae Golescu. Aici se țineau și ședințele Junimii. Casa a fost demolată la sfârșitul anilor 1950 sau începutul anilor 1960, iar acum acolo e un loc de joacă în spatele blocului Eva

În vara anului 1862 este numit supleant la Tribunalul de Ilfov, apoi procuror. Se căsătorește cu eleva sa, Klara Kremnitz. În luna noiembrie/decembrie devine profesor la Universitatea din Iași și director al Gimnaziului central din Iași.
În 1863 i se încredințează cursul de istorie la Universitatea din Iași, cu tema „Despre istoria republicii romane de la introducerea tribunilor plebei până la moartea lui Iulius Cezar cu privire special la dezvoltarea economico-politică”. Din luna februarie până în luna septembrie este decan al Facultății de Filosofie a Universității din Iași. Pe 18 septembrie 1863 este ales rector al Universității din Iași pe o perioadă de patru ani. În octombrie este numit director al Școlii Normale „Vasile Lupu“ din Iași. Predă aici pedagogia, gramatica română, psihologia și compunerea. Inițiază, pentru prima oară în România, practica pedagogică a elevilor, printre cursanți avându-l și pe Ion Creangă.
În 1863 Titu Maiorescu publică la Iași „Anuariul Gimnasiului și Internatului din Iași pe anul școlar 1862—1863”; anuarul fiind precedat de disertația personală: „Pentru ce limba latină este chiar în privința educației morale studiul fundamental în gimnaziu ?” La 28 martie se naște fiica lui Titu Maiorescu, Livia, căsătorită Dymsza, decedată în 1946. La 8 octombrie Titu Maiorescu este numit la direcția Institutului Vasilian din Iași, care se cerea „fundamental reorganizat“. În vederea acestei misiuni, din însărcinarea ministrului instrucțiunii publice de atunci, Alexandru Odobescu, el va pleca într-o călătorie documentară la Berlin, întorcându-se la Iași pe 4 ianuarie 1864. Între 1863-1864 Titu Maiorescu predă cursul de filosofie la Facultatea de Litere din Iași.

### Implicarea în viața socială
În ziua de 10 martie 1861 Titu Maiorescu ține la Berlin o conferință (Die alte französische Tragödie und die Wagnersche Musik — „Vechea tragedie franceză și muzica lui Wagner”) în folosul monumentului lui Lessing la Kamenz, repetată la 12 aprilie la Paris, la „Cercle des sociétés savantes“ și reluată sub formă de comunicare, la 27 aprilie, din nou la Berlin, la Societatea de filozofie. La 28 noiembrie obține la Paris diploma de licență în drept, cu lucrarea "Du régime dotal". Începând cu 10 decembrie el ține în capitala franceză un ciclu de conferințe despre „Educațiunea în familie”.  În decursul aceleiași luni decembrie se întoarce în țară și se stabilește în București. 
Întors în țară la sfârșitul lui 1861, Titu Maiorescu este dornic să contribuie din toate puterile la înscrierea statului recent format în urma Unirii Principatelor din 1859 pe făgașul unei vieți culturale și politice la nivel european. În acel moment în care totul era de făcut și în care era nevoie de energii proaspete și de oameni de cultură formați în școlile înalte ale apusului, Titu Maiorescu va cunoaște la vârsta tinereții o ascensiune vertiginoasă, greu sau aproape imposibil de conceput mai târziu: profesor universitar (la Iași) la 22 de ani, decan la 23 și rector la aceeași vârstă, academician (membru al Academiei Române) la 27 de ani, deputat la 30, ministru la 34 de ani. Dar această ascensiune n-a fost mereu lină și nici scutită de grele încercări, precum procesul care i-a fost intentat în urma calomniilor aduse de adversarii săi politici, care atrăseseră și suspendarea lui din toate funcțiile în 1864, până când verdictul de achitare din anul următor avea să dovedească netemeinicia acuzațiilor îndreptate împotriva lui. Influențat de ideile tatălui său de liber-cugetător, Titu Maiorescu a fost inițiat în Loja masonică ieșeană Steaua României, la 26 noiembrie 1866 (al cărei Venerabil era George Suțu), iar după câteva luni, la 11 februarie 1867, primește gradele de Companion și Maestru, în această lojă.

### Fondarea Societății Junimea
Anii 1860 au mai însemnat pentru Titu Maiorescu „prelecțiunile populare“ (conferințe asupra unor variate probleme de cultură adresate unui public destul de larg), întemeierea Societății Junimea împreună cu prietenii săi I. Negruzzi, Petre P. Carp, V. Pogor și Th.Rosetti, începerea activității de avocat, directoratul la Școala Normală „Vasile Lupu“ din Iași (Institutul Vasilian), înființarea, în 1867, a revistei Convorbiri Literare.
Deși perioada care a urmat Unirii Principatelor Române din 1859 a reprezentat o epocă de împlinire a idealurilor pașoptiste, totuși unele accente se schimbaseră, condițiile erau altele decât pe vremea tinereții romantice a lui Ion Heliade Rădulescu, Vasile Alecsandri sau Nicoale Bălcescu. Titu Maiorescu reprezintă o nouă generație, junimistă, cu o nouă concepție asupra vieții sociale și culturale românești. Pe planul ideologiei politice, Maiorescu este un conservator, adept al unei evoluții naturale, organice și temeinic pregătite, adversar al „formelor fără fond“, al căror rechizitoriu îl face în articolul din 1868: În contra direcției de astăzi în cultura română, în care condamnă introducerea unor instituții imitate după cele occidentale și cărora nu le corespundea un fond adecvat în mentalitatea, creația și nivelul de cultură al poporului român.

### Titu Maiorescu, critic literar
Începuturile activității de critic literar ale lui Titu Maiorescu stau sub semnul aceleiași despărțiri de generația anterioară. Spre deosebire de anii premergători revoluției de la 1848, când o nevoie acută de literatură originală îl făcea pe Ion Heliade Rădulescu să adreseze apeluri entuziaste pentru scrieri românești, deceniul al șaptelea al secolului XIX ajunsese să cunoască o relativă afluență de poeți și prozatori, ale căror mijloace artistice erau adesea mult disproporționate față de idealurile și de pretențiile lor. Se punea acum problema unei selectări a adevăratelor valori pe baza unor criterii estetice, o asemenea sarcină asumându-și-o Titu Maiorescu. Adversarii de idei i-au numit depreciativ acțiunea „critică judecătorească“, întrucât studiile și articolele lui nu analizează detaliat opera literară discutată, ci conțin mai mult sentințe asupra ei. Acestea se întemeiază pe o vastă cultură, un gust artistic sigur și pe impresionante intuiții. (P.P. Carp), universitară (ca profesor a avut și a promovat discipoli de valoarea lui Constantin Rădulescu-Motru, P.P. Negulescu, Pompiliu Eliade și alții), de avocat și de critic literar. I s-a reproșat lui Maiorescu faptul că n-a consacrat mai mult timp literaturii, dar, atâta cât este, opera lui de critic marchează profund una dintre cele mai înfloritoare epoci din istoria literaturii române: perioada marilor clasici. Rolul Junimii, al lui Maiorescu însuși, este legat de creația și impunerea în conștiința publicului a unor scriitori ca Eminescu, Creangă, Caragiale, Slavici, Duiliu Zamfirescu și alții.
În privința comportamentului său social, a felului de a fi, i s-a reproșat lui Maiorescu răceala, lipsa pasiunii, atitudinea olimpiană, care părea să ascundă un suflet uscat; este celebră în acest sens aprecierea istoricului Nicolae Iorga: „Cald și frig nu i-a fost nimănui lângă dânsul“. Ajutorul dat de Titu Maiorescu scriitorilor din cercul Junimii și discipolilor săi, chiar adversarului său, Constantin Dobrogeanu-Gherea, într-un moment important din viața acestuia, ne relevă însă un om de o mare și, în același timp, discretă generozitate. Iar rândurile adresate lui Mihai Eminescu, bolnav fiind, care își făcea scrupule în legătură cu proveniența mijloacelor materiale permițând întreținerea sa la sanatoriul de la Ober-Döbling, dovedesc la Maiorescu o admirabilă delicatețe sufletească: „Vrei să știi cu ce mijloace ești susținut deocamdată? Bine, domnule Eminescu, suntem noi așa străini unii de alții? Nu știi d-ta iubirea (dacă-mi dai voie să întrebuințez cuvântul exact, deși este mai tare), admirația adeseori entuziastă ce o am eu și tot cercul nostru literar pentru d-ta, pentru poeziile d-tale, pentru toată lucrarea d-tale literară și politică? Dar a fost o adevărată exploziune de iubire, cu care noi toți prietenii d-tale (și numai aceștia) am contribuit pentru puținele trebuinți materiale ce le reclama situația. Și n-ai fi făcut și d-ta tot așa din multul-puținul ce l-ai fi avut când ar fi fost vorba de orice amic, necum de un amic de valoarea d-tale“.

### Misoginism
Dincolo de aventurile amoroase care au declanșat scandaluri cunoscute în epocă sau de faptul că a avut o relație bizară, cu sora lui, Emilia, Titu Maiorescu s-a dovedit și una dintre cele mai misogine personalități importante din istoria românilor. El a declarat într-o conferință de la Ateneul Român din 1882, susținând că femeile își merită locul de la marginea societății din cauza creierului lor prea mic
- „Cum am putea într-adevăr să încredințăm soarta popoarelor pe mâna unor ființe a căror capacitate craniană este cu zece la sută mai mică? Abia ajung astăzi creierii cei mai dezvoltați pentru a putea conduce o națiune pe calea progresului și prosperității materiale... Din 1.000 de căpățâni măsurate a rezultat 1.410 grame greutate mijlocie la bărbat și numai 1.250 la femei“.

- „Cu cât înaintăm însă în civilizațiune, cu atât rolul bărbatului devine mai greu, cu atât el trebuie să-și muncească mai mult creierul ca să poată cuceri un loc în economia socială și să fie în stare a-și asigura existența și viitorul familiei sale. El trebuie să miște cultura, el să conducă sau să susțină statul, el să facă a înflori artele, el trebuie să lărgească câmpul ideilor, să înlesnească bunul trăi al omenirii prin descoperiri și perfecționări zilnice, aduse în sfera practică a vieții, pe când femeia e redusă la un rol cu mult mai mărginit în mișcarea societăților culte. De aici, nici îndoială, diferența craniană“.

Discursul capătă apoi o turnură analitică, dar fals antropologică, în sensul că Titu Maiorescu încearcă să explice faptul că, femeile n-au nicio vină că au capacitatea craniană mai mică și că acest lucru este un efect al administrării „tiranice” a societății de către bărbați.

## Cronologie
- 1864
  - 9 februarie – inițiază, la Iași, „prelecțiunile populare“, cu prilejul cărora va înființa societatea Junimea împreună cu Iacob Negruzzi, Petre Carp, Vasile Pogor și Theodor Rosetti.

Această preocupare răspunzând unei vocații, Maiorescu va continua, cu intermitențe, conferințele pe teme umanistice, în cadrul „Junimii“, până în 1881, Decan al Facultății de litere (din februarie până în septembrie), Rector al Universității ieșene (din septembrie până în anul 1867).
Ia ființă „Junimea“, a cărei personalitate reprezentativă, al cărei coordonator este Maiorescu; alături de el, membri fondatori: P. P. Carp, Vasile Pogor, Th. Rosetti, Iacob Negruzzi. Titu Maiorescu publică Anuariul Institutului Vasile Lupu, Școala normală Trei Ierarhi din Iași, pe anul școlar 1863—1864. În acest anuar Ion Creangă figurează ca premiant.
Apare broșura "Regulile limbii române pentru începători", Iași, 18 p.
Din octombrie 1864 până în aprilie 1865 Titu Maiorescu este suspendat din învățământul universitar în urma unor acuzații calomnioase de imoralitate proferate de adversarii politici și de la Școala normală, în timpul procesului calomnios înscenat de o grupare adversă de universitari ieșeni, în frunte cu N. Ionescu. Achitat, Titu Maiorescu va fi repus în toate drepturile sale.
- 1865
  - 8 februarie – achitat în procesul împotriva acuzațiilor de imoralitate.
  - 26 mai – reintegrat în învățământ.

În cadrul „Junimii“, Titu Maiorescu își expune opiniile asupra scrierii în limba română, idei teoretizate apoi în studiul "Despre scrierea limbii române".
- 1866
  - 10 ianuarie – intră în baroul Iași începând să profeseze avocatura.

Volumul Despre scrierea limbii române, ed. I (cuprinzând partea I și a II-a).
Înființarea Societății Academice Române.
Împreună cu o asociație de profesori, Titu Maiorescu întemeiază „Institutul academic”, care va fuziona în 1879 cu „Liceul” nou sub denumirea de „Institutele unite” (1879—1907).
Apare Despre scrierea limbei române.
- 1867 – apare primul studiu de critică literară al lui Titu Maiorescu, Despre poezia română în Convorbiri literare (I), (reluat mai apoi în volumul "Poezia română", sub titlul O cercetare critică asupra poeziei române de la 1867).
- 1868 – Dreptul public al românilor și școala lui Bărnuțiu (în volum, sub titlul Contra școalei Bărnuțiu).
  - 1 martie – apare revista Convorbiri literare, organul literar al „Junimii“, în faza ieșeană (1867—1885), avându-l redactor pe Iacob Negruzzi.
  - 20 iulie – Titu Maiorescu este numit membru al Societății Academice Române.
  - În Convorbirile literare din 15 septembrie V. Alecsandri publică poezia „Tânăra creolă”, iar în nr. din 15 octombrie „Cânticèle comice”, începându-și astfel colaborarea la această revistă.

Revista Convorbiri literare publică În contra direcțiunii de astăzi a culturii române și Aforisme de Titu Maiorescu.
- 1868
  - 16 ianuarie – înlăturat de la direcția Școlii Normale.
  - 10 octombrie – demisionează din Societatea Academică Română, ca protest împotriva exagerărilor latiniste ale unora dintre membrii acesteia.
  - Asupra poeziei noastre populare.
  - Limba română în jurnalele din Austria, în Convorbiri literare (II), articol care trezește o vie polemică în Transilvania.
  - În contra direcției de astăzi în cultura română. Este acuzat de Aron Densușianu că în studiul lui Titu Maiorescu Poezia română este un plagiat din Estetica lui Fr. Th. Visscher, acuzație anulată de cercetătorii operei maioresciene.
  - îi apar Aforismele în revista Convorbiri literare (II).
- 1869
  - la 9 august se naște fiul lui Titu Maiorescu, Liviu, decedat la 26 noiembrie 1872.
  - Pe data de 12 august Titu Maiorescu demisionează din Societatea Academică Română, ca urmare a neaderării sale la etimologismul ardelean dominant în acest for.
  - Apare articolul Observațiuni polemice, în Convorbiri literare (III), un răspuns la criticile trezite de studiul "Poezia română. O cercetare critică".
- 1870
  - 24 martie - destituit din învățământ fiindcă pledase în câteva procese; reintegrat după scurt timp.
  - mai – deputat în Parlament.

Numărul din 15 aprilie al Convorbirilor literare publică poezia lui Eminescu Venere și Madonă, marcând începutul colaborării poetului la această revistă.
Apare articolul Despre reforma învățământului public, în Convorbiri literare (IV) (studiul, neterminat, dar care este revelator pentru ideile lui Titu Maiorescu în epoca aceea).
- 1871 – Apare articolul Direcția nouă, în Convorbiri literare (V), studiul de consacrare a lui Mihai Eminescu. În iunie T. Maiorescu se întâlnește cu Mihai Eminescu la Botoșani, se pare că este prima lor întâlnire.

Începutul carierei parlamentare a lui Titu Maiorescu, carieră de care se va lăsa antrenat în tot restul vieții. Apare continuarea articolului "Direcția nouă", în Convorbiri literare (VI).
- 1872
  - Traduce Aforisme asupra înțelepciunii în viață de Arthur Schopenhauer.
  - Publică articolul Direcția nouă în poezia și proza română.

- 1873
  - Apar articolele "Răspunsurile „Revistei Contimporane"“ în Convorbiri literare (VII), și, în broșură, "Al doilea studiu de patologie literară. Răspunsurile „Revistei contimporane“", Iași.
  - Beția de cuvinte la „Revista contemporană“
  - Răspunsurile „Revistei contemporane“

- 1874
  - Critice
  - primăvara – Titu Maiorescu părăsește Iașiul, stabilindu-se la București. Face parte pentru prima oară dintr-un guvern între 7 aprilie și 29 ianuarie. Se stabilește definitiv la București.
  - 7 aprilie – Ministru al Cultelor și Instrucțiunii Publice. În această calitate va elabora un proiect de lege pentru reorganizarea învățământului rural, va dispune introducerea limbii române ca obiect de învățământ în licee și se va ocupa de organizarea învățământului superior politehnic.

- 1876 – devine ministru la Culte și Instrucțiune Publică în cabinetul Lascăr Catargi. De notat, ca inițiative ale lui Titu Maiorescu, subvenționarea școlilor române din Brașov, restaurarea bisericii de la Curtea-de-Argeș, organizarea publicării Arhivei Hurmuzachi, reorganizarea învățământului rural, proiectul de lege publică (care, cu toate limitele lui, își avea meritele pentru dezvoltarea unui învățământ științific) ș. a. 
  - 28 ianuarie – demisionează de la minister pentru că i se respinsese proiectul de lege. Titu Maiorescu este propus ca membru al Societății „România Jună“ din Viena.
  - în Convorbiri literare (X), „Aforismele pentru înțelepciunea în viață” de Arthur Schopenhauer, trad. de Titu Maiorescu.
  - 31 mai/2 iulie – Titu Maiorescu este numit agent diplomatic la Berlin. Apare primul volum de Critice, București, la editura Socec.

Apare Logica , partea I: Logica elementară, București, lucrare elocventă pentru studiul de 19 ani al lui Titu Maiorescu asupra acestei discipline filozofice.
- 1877, martie/iulie – Titu Maiorescu preia conducerea ziarului conservator Timpul.

- 1878, ianuarie – Deputat în Parlament.

- 1879
  - reintrarea lui Titu Maiorescu la Academia Română în ziua de 24 mai, instituție reorganizată pe fundalul Societății Academice, prin decretul din 29 martie 1879.
  - deputat în Adunarea Constituantă.

Apare ediția a II-a a lucrării Regulile limbii române pentru începători (clasa a II-a primară), retipărită cu învoirea autorului de Ion Creangă, Iași, 20 p.
- 1880 – Titu Maiorescu face parte din comisia Academiei pentru elaborarea proiectului ortografic, alături de Hasdeu, Alecsandri, Quintescu, sub președinția lui George Barițiu.

La 8 aprilie Titu Maiorescu citește în sesiunea generală a Academiei proiectul noii ortografii a limbii române.
- 1881 – în Convorbiri literare (XI) apar articolele În contra neologismelor și "Literatura română și străinătatea", un an mai târziu, apoi are loc retragerea lui Titu Maiorescu din Comitetul Clubului conservator și formarea grupării junimiste.

- 1882 – Literatura română și străinătatea.

- 1883 – apariția articolului Despre progresul adevărului în judecarea lucrărilor literare, mai întâi în Almanahul Societății Academice „România jună“ din Viena (în același nr. este publicat Luceafărul eminescian), apoi în Convorbiri literare (XVII).

Titu Maiorescu publică ediția princeps Poezii de Mihai Eminescu, Editura Librăriei Socec & Comp. — București. Titu Maiorescu motivează culegerea ca izvorâtă... „dintr-un simțământ de datorie literară. Trebuiau să devie mai ușor accesibile pentru iubitorii de literatura noastră toate scrierile poetice, chiar și cele începătoare ale unui autor, care a fost înzestrat cu darul de a întrupa adânca sa simțire și cele mai înalte gânduri într-o frumusețe de forme, sub al cărei farmec limba română pare a primi o nouă viață“. Numărul edițiilor de poezii ale lui Eminescu se ridică în timpul vieții lui T. Maiorescu la 10 (publicate în 1883—1913).
- 1884, 10 octombrie – începând cu data de 10 octombrie Titu Maiorescu își reia cariera didactică în cadrul Universității din București (după 13 ani de la destituirea sa din învățământ de către ministrul Cristian Tell) ținând cursuri de Logică și Istoria filozofiei (germane, franceze, engleze) în secolul al XIX-lea, discipline pe care le va preda până în 1909. Ține un curs de istoria filosofiei în secolul al XIX-lea.

- 1885 – apare articolul Comediile domnului Caragiale, în Convorbiri literare (XIX). Din acest an revista Convorbiri literare se mută la București.

- 1886 – 1886 în Convorbiri literare (XX) apar articolele Poeți și critici, un răspuns polemic la tentativele lui Vasile Alecsandri de a intra în domeniul criticii literare, și În lături! (articol scris cu prilejul apariției lucrării lui A. Densusianu Istoria limbii și literaturii române, Iași 1885). 
  - în luna decembrie începe divorțul lui Titu Maiorescu de soția sa Klara, născută Kremnitz, care părăsește ulterior România, fiind bolnavă de cancer la sân, repulsie ce va fi notată în jurnalul său intim. Klara va muri, în schimb, după scurtă vreme.

- 1887 – Titu Maiorescu se recăsătorește, cu Ana Rosetti.

- 1888, 23 martie – Ministru al Cultelor și Instrucțiunii Publice.

- 1889 – articolul Eminescu și poeziile lui este publicat în Convorbiri literare (XXIII)
  - 29 martie – demisionează din funcția de Ministru al Cultelor

- 1890, 16 noiembrie – redevine Ministru al Cultelor și Instrucțiunii Publice 
  - apare volumul Arthur Schopenhauer, "Aforisme asupra înțelepciunii în viață", traducere de Titu Maiorescu.
  - publică articolul Asupra personalității și impersonalității poetului în Convorbiri literare (XXV).

- 1891, februarie – părăsește Ministerul al Cultelor și Instrucțiunii Publice.

- 1892 – se tipărește ediția Critice (1867—1892). Buc., Socec, în 3 vol. Articolul Asupra personalității și impersonalității poetului în Convorbiri literare (XXV). Titu Maiorescu publică Contraziceri? constituind o replică la studiul lui Constantin Dobrogeanu-Gherea "Personalitatea și morala în artă".

- 1892/1897 – 31 octombrie Titu Maiorescu este ales rector al Universității din București.

- 1893 – apare Anuarul Universității din București pe 1892—1893.

- 1894 – Constantin Dobrogeanu-Gherea răspunde la articolul Contraziceri? cu Asupra esteticii metafizice și științifice.

- 1895 – conducerea revistei Convorbiri literare este preluată de o nouă echipă redacțională: M. Dragomirescu, Ioan Bogdan, S. Mehedinți, P. P. Negulescu, C. Rădulescu-Motru, I. Al. Rădulescu (Pogoneanu), D. Evolceanu.

Începe editarea Discursurilor parlamentare (vol. I și vol. II, în 1899 va apărea vol. III; în 1904 vol. IV, București, Socec, vol. V va fi tipărit în 1915 la Ed. Minerva, București).
Publică studiul Ioan Popovici-Bănățeanul.
- 1897/1904 – Discursuri parlamentare cu priviri asupra dezvoltării politice a României sub domnia lui Carol I, volumele I - IV.

- 1897– Titu Maiorescu demisionează din funcția de rector al Universității. În Convorbiri literare (XXXVI) se publică articolul Oratori, retori și limbuți.

- 1898 – demisionează din profesorat, dar continuă cursul de la Universitate, la rugămintea ministerului.

- 1902 – Oratori, retori și limbuți.

- 1903 – apare „O rectificare literară” (Eminescu), în Convorbiri literare (XXXVII).

- 1904 – Titu Maiorescu prezintă în sesiunea Academiei proiectul ortografic.

Titu Maiorescu face parte din comisia Academiei pentru elaborarea unui proiect de revizuire a ortografiei (aprobată în 1880) care recunoaște prioritatea fonetismului în scrierea limbii române.
- 1906 – se publică raportul asupra volumului: Octavian Goga, Poezii, Budapesta, 1905, în An. Ac. Rom., seria II, tom. XXVIII (1905—1906), apoi în Convorbiri literare (XL). 
  - Poeziile d-lui Octavian Goga (raport cetit în Academia Română pentru acordarea unui premiu).
  - Povestirile d-lui M. Sadoveanu (raport cetit în Academia Română pentru acordarea unui premiu).

- 1907– se publică rapoartele academice asupra volumelor: M. Sadoveanu, Povestiri, Buc., în An. Ac. Rom., seria II, tom. XXVIII (1905—1906), apoi în Convorbiri literare (XLI), și I. Al. Brătescu-Voinești, În lumea dreptății, în An. Ac. Rom., seria II, tom. XXIX (1906—1907), apoi în Convorbiri literare (XLI).

- 1908 – se tipărește ediția Critice (1866—1907), ed. completă, 3 vol., Minerva.

- 1909 – În chestia poeziei populare (răspuns la discursul de recepțiune al d-lui Duiliu Zamfirescu rostit la Academia Română la 16 mai 1909). În Convorbirile literare (XLVIII) se publică Răspuns la discursul de recepție al dlui Duiliu Zamfirescu. 
  - 9 martie – Se pensionează din învățământ iar pe 31 octombrie Titu Maiorescu se va retrage din învățământ sub motivul limitei de vârstă.

- 1910, 29 decembrie – sărbătorirea lui Titu Maiorescu la împlinirea vârstei de 70 de ani.
- Număr festiv al Convorbirilor literare, înmânat lui Titu Maiorescu la 15 februarie de către Barbu Delavrancea; cu aceeași ocazie se tipărește la Suceava broșura Societății vieneze „România jună“ lui Titu Maiorescu.
- devine Ministru de Externe

- 1912, iulie – devine Ministru al Justiției.

- 1913, 29 martie – la 28 martie Titu Maiorescu este numit prim-ministru și ministru de externe. În această calitate, prezidează conferința de pace de la București în urma războiului balcanic (iulie).

- 1914 – la 4 iunie se retrage din viața politică, pronunțându-se în continuare pentru o politică de neutralitate a României. 
  - iunie—octombrie Călătorie în străinătate; într-un sanatoriu din Heidelberg moare Ana Maiorescu.

- 1916, 14/27 august – participă la Consiliul de Coroană, pronunțându-se pentru neutralitate. În timpul războiului rămâne în București, refuzând orice colaborare  cu ocupanții germani.

- 18 iunie 1917 – Titu Maiorescu moare  la vârsta de 77 de ani, în urma unei maladii cardiace. Este înmormântat la Cimitirul Bellu din București.

## Selecțiuni din opera literară
- O cercetare critică asupra poeziei române (1867)
- În contra direcției de astăzi în cultura română (1868)
- Direcția nouă în poezia și proza română (1872)
- Comediile domnului Caragiale (1885)
- Eminescu și poeziile sale (1889)
- Povestirile lui Sadoveanu (1906)
- Poeziile lui Octavian Goga (1906)
- Retori, oratori, limbuți
- Beția de cuvinte

## Operele publicate postum
- Jurnal, se întinde pe zece volume, e cel mai lung jurnal intim din literatura română
- Scrieri de logică, restituite de Alexandru Surdu, Editura științifică și enciclopedică, 1988
- Istoria politică a României sub domnia lui Carol I ediție de Stelian Neagoe, București, Editura Humanitas, 1994
- Discursuri parlamentare cu priviri asupra dezvoltării politice a României sub domnia lui Carol I, vol.I-V, studiu introductiv, îngrijire de ediție, note și comentarii de Constantin Schifirneț, Editura Albatros, 2001-2003
- Istoria contimporană a României, București, 1925, Editura Socec.

## Numismatică
- La 21 octombrie 2013, Banca Națională a României a pus în circulație, în intenția colecționarilor, o monedă de aur, cu valoarea nominală de 100 de lei, cu ocazia împlinirii a „150 de ani de la constituirea Societății literare Junimea”. Titlul aliajului din care a fost excutată moneda este de 900‰; moneda este rotundă, cu diametrul de 21 mm, marginea ei este zimțată, iar greutatea sa este de 6,452 grame. Întregul tiraj de 250 de exemplare a fost emis de calitate proof[5]. Pe reversul monedei este gravat portretul lui Titu Maiorescu, alături de „obiecte care-i definesc activitatea în domeniul literaturii: cărțile și pana de scris”[6]. Sub portret, a fost gravat numele savantului: TITU MAIORESCU, iar circular, a fost gravată inscripția SOCIETATEA LITERARA JUNIMEA - 150 ANI.[6]
- La 16 februarie 2015, Banca Națională a României pune în circulație, în atenția colecționarilor, „un set de trei monede (din aur, din argint și din tombac cuprat)”, cu prilejul împlinirii a 175 de ani de la nașterea lui Titu Maiorescu.[7] Setul cuprinde o monedă de aur, cu valoarea nominală de 100 de lei, o monedă de argint, cu valoarea nominală de 10 lei și o monedă de tombac cuprat, cu valoarea nominală de 1 leu. Toate monedele au fost emise de calitate proof.[8] Sunt emise 150 de seturi, monedele fiind ambalate în capsule de metacrilat.[8]